# Lomatogoniopsis
Lomagotoniopsis es un género con tres especies de plantas con flores perteneciente a la familia Gentianaceae.

## Taxonomía
El género fue descrito por T.N.Ho & S.W.Liu y publicado en Acta Phytotaxonomica Sinica 18(4): 466–467. 1980.

## Especies aceptadas
A continuación se brinda un listado de las especies del género Lomatogoniopsis aceptadas hasta marzo de 2014, ordenadas alfabéticamente. Para cada una se indica el nombre binomial seguido del autor, abreviado según las convenciones y usos.
- Lomatogoniopsis alpina T.N. Ho & S.W. Liu
- Lomatogoniopsis galeiformis T.N. Ho & S.W. Liu
- Lomatogoniopsis ovatifolia T.N. Ho & S.W. Liu